# Flurbereinigung (Deutschland)

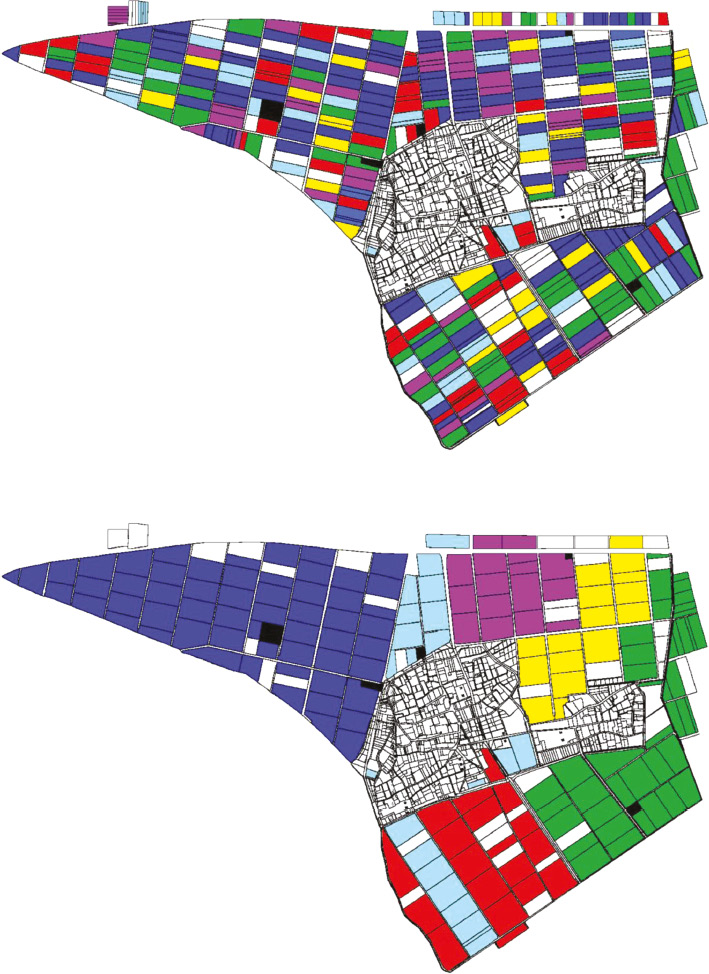
Karte der Besitzverhältnisse (jede Farbe repräsentiert einen anderen Besitzer) in der Gemarkung einer Gemeinde vor (oben) und nach (unten) einer Flurbereinigung

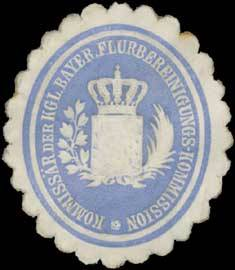
Siegelmarke einer bayerischen Flurbereinigungs-Kommission

Flurbereinigung (auch Flurneuordnung oder ländliches/landwirtschaftliches Neuordnungssystem) nennt man in Deutschland das Bodenordnungsverfahren, das die Neuordnung des land- und forstwirtschaftlichen Grundbesitzes zum Ziel hat. Das entsprechende Verfahren bei Baugebieten nennt sich Umlegung.
Gesetzliche Grundlage für die Arbeit der Flurbereinigungsbehörden ist grundsätzlich das Flurbereinigungsgesetz (FlurbG) vom Juli 1953. Hiernach liegt die Zuständigkeit zur Durchführung eines Flurbereinigungsverfahrens bei der örtlich zuständigen unteren Flurbereinigungsbehörde. Welche Behörde dies ist, ist in den einzelnen Bundesländern unterschiedlich geregelt. Für die vermessungstechnischen und liegenschaftsrechtlichen Arbeiten gelten die jeweiligen gesetzlichen Regelungen der Vermessungs- und Katasterverwaltung.
Während der Umstrukturierung werden meist kleinere verstreute Flächen (zersplitterter Grundbesitz) zu größeren und damit effektiver nutzbaren Flächen zusammengefasst. Der Grund für die vorhergehende Zersplitterung ist die Realteilung. Zum Rahmen der Flurbereinigung gehört auch das Schaffen von Wegen, Straßen und Gewässern sowie ähnlicher öffentlicher Einrichtungen.

## Ziele der Flurneuordnung (Flurbereinigung)
- die Neuordnung des ländlichen Grundbesitzes, insbesondere wenn dieser durch Realteilung zersplittert wurde.
- die Verbesserung der Produktions- und Arbeitsbedingungen in der Land- und Forstwirtschaft sowie im Weinbau
- sowie die Förderung der allgemeinen Landeskultur und der Landentwicklung.

Flurbereinigungen werden auch zur Verwirklichung folgender Ziele eingesetzt:
- Land- und Dorfentwicklung, Dorferneuerung (unter dem Begriff Regionalentwicklung zusammengefasst)
- Sozial- und umweltverträgliche Zurverfügungstellung von Flächen für den Bau von Infrastrukturanlagen (beispielsweise Straßen oder Bahnlinien)
- Umweltschutzmaßnahmen (beispielsweise Renaturierung von Gewässern, Schaffung von Retentionsflächen), Aufforstung, Ausgleichsmaßnahmen oder anderweitige Nutzung von Stilllegungsflächen.

In der Vergangenheit brachte die Flurbereinigungen nicht immer nur positive Auswirkungen, sondern auch Monokulturen, Verödung der Landschaft und Erosion. Einhergehend mit der zunehmenden Sensibilisierung in Umweltfragen wurden auch die Verfahren der Flurneuordnung weiter entwickelt. In vielen Bundesländern stellt sich die Flurneuordnung aufgrund der rechtlichen Gegebenheiten als das Instrument dar, um Eingriffe in die Landschaft oder Strukturverbesserungen umwelt- und sozialverträglich zu verwirklichen. Dies wird sichergestellt durch Beteiligung aller Grundeigentümer sowie die Beteiligung aller zuständigen Fachbehörden (Land- und Forstwirtschaft, Straßenbau, Gewässer, Bergrecht, Naturschutz, BUND, NABU, Bauern- und Weinbauverbände, Städte und Gemeinden usw.) unter Berücksichtigung von Landes-, Bundes- und Europarecht.
Für die Anordnung begünstigend sind der von einer Mehrheit der Grundeigentümer getragene Wunsch nach Strukturverbesserung (Splitterbesitz) verbunden mit ökologischem Mehrwert oder auch ökologische Projekte, Verfahren mit Unterstützung der Energiewende oder Verfahren mit der Möglichkeit einer besseren Umsetzung von gemeindeübergreifenden Entwicklungskonzepten.
Die Ausführung der Flurneuordnungen wird in Deutschland über das Flurbereinigungsgesetz geregelt, welches dann in den einzelnen Bundesländern mit gewissen Unterschieden umgesetzt wird.
Im Wesentlichen wird unterschieden:
Klassische Flurneuordnungsverfahren
Das gesamte Verfahrensgebiet wird neu vermessen, die bisherige, ggf. Jahrhunderte alte Vermessung, wird in neuen und genaueren Vermessungssystemen erfasst (Fortschreibung der Vermessung).
Beschleunigte Zusammenlegungen
Es wird wenig oder nichts neu vermessen, nur ganze Grundstücke werden getauscht. Solche Verfahren können wesentlich schneller abgewickelt werden.
Freiwilliger Landtausch
Eine weitere Vereinfachung für den Tausch ganzer Grundstücke auf rein freiwilliger Basis, beschränkt auf kleinere Verfahrensflächen.
Bei zersplittertem Besitz ist es beispielsweise das Ziel, die Streulage zu vermindern. Hat beispielsweise ein Grundeigentümer im Durchschnitt 40 Grundstücke an verschiedenen Orten soll er nach der Neuordnung nur noch ein bis fünf Grundstücke haben, die allesamt erschlossen und somit gut erreichbar sind. Die Landumverteilung im Zuge der Flurneuordnung ist von der Grunderwerbssteuer befreit.

## Beteiligte (Teilnehmergemeinschaft)
Beteiligt am Verfahren bzw. den Maßnahmen einer Flurbereinigung sind
1. als Teilnehmer die Eigentümer und Erbbauberechtigten der Grundstücke im Umlegungsgebiet sowie
2. als Nebenbeteiligte u. a.:

- Inhaber von Rechten an den betroffenen Grundstücken
- betroffene Gemeinden
- Bedarfs- und Erschließungsträger
- Wasser- und Bodenverbände
- landwirtschaftliche Berufsvertretung

Die Teilnehmer bilden gemeinsam die sogenannte Teilnehmergemeinschaft, welche durch den Flurbereinigungsbeschluss als Körperschaft des öffentlichen Rechts gegründet wird. Sie steht unter Aufsicht der Flurbereinigungsbehörde.
Teilnehmergemeinschaften können sich gem. §26 a FlurbG zu einem Verband der Teilnehmergemeinschaften zusammenschließen (z. B. Verband der Teilnehmergemeinschaften Baden-Württemberg, VLF Brandenburg), mehrere Verbände innerhalb eines Bundeslandes können sich zu einem Landesverband zusammenschließen (z. B. Landesverband für Ländliche Entwicklung Bayern). Alle diese Verbände haben sich bundesweit zum Bundesverband der Teilnehmergemeinschaften (BTG) zusammengeschlossen.

## Wertermittlungsverfahren
Um jeden Teilnehmer mit Land oder Geld im gleichen Wert abfinden zu können, muss der Wert der alten Grundstücke, die so genannte Einwurfsmasse, bestimmt werden. Der Wert eines Grundstücks wird dann im Verhältnis zum Gesamtwert bestimmt. Der aktuelle Wert der Einwurfsmasse wird mit Hilfe der Bodenschätzungsergebnisse ermittelt, welche beispielsweise von der Güte des Bodens und seiner Lage abhängen. Diese Bodenschätzungsergebnisse werden in Wertzahlen (Verhältniszahlen) ausgedrückt. Grundstücke mit besonderem Werteinfluss (bebaute Grundstücke usw.) werden gesondert nach ihrem Verkehrswert bestimmt, allerdings nur bei Eigentumswechsel.
Einen Sonderfall stellt die Flurneuordnung im Wald dar. Dort werden der Boden und der aufwachsende Holzbestand getrennt bewertet. Der Bodenwert richtet sich einerseits nach dem gegendüblichen Waldbodenwerten (siehe Bodenrichtwerte), andererseits nach Lage, Neigung und Exposition, Grundgestein, Boden, Wasser- und Nährstoffversorgung und Bewirtschaftbarkeit. Getrennt hiervon wird der aufwachsende Holzbestand bewertet. Dessen Wert hängt im Wesentlichen ab von den vorhandenen Baumarten, den gegendüblichen Kulturkosten und Holzpreisen der verschiedenen Holzarten, Sortimente und Holzgüten sowie deren Aufbereitungskosten. Ermittelt werden jeweils die Verkehrswerte der Kulturen (Kulturkostenwert), Stangen- und Baumhölzer (Bestandeserwartungswert) und Altbestände (Abtriebswert).
Die Bewertung in Flurneuordnungsverfahren wird durch anerkannte oder vereidigte Sachverständige ausgeführt. Diese sind wiederum an die gesetzlichen Bewertungsvorschriften (Bewertungsgesetze) gebunden.
Die Wertermittlungsergebnisse werden in einem Anhörungstermin den Beteiligten erläutert und nach Behebung der Widersprüche festgestellt.

## Neugestaltung des Flurbereinigungsgebiets
Das Gebiet soll so gestaltet werden, dass es den größtmöglichen Nutzen für die Beteiligten und die Allgemeinheit bietet. Dazu werden gemeinsam zu nutzende Wege und Anlagen geschaffen, Bodenverbesserungsmaßnahmen (Melioration) durchgeführt und die Landschaft nach den Erfordernissen der Raumordnung und Landesplanung gestaltet. Die Wege (gemeinschaftlichen Anlagen) befinden sich danach meist in Gemeindeeigentum und werden durch den Wertzuwachs oder den Wegebeitrag finanziert. Dazwischen werden die Flurstücke so geschnitten, dass nach Lage, Form und Größe möglichst einheitlicher Grundbesitz entsteht.
In den letzten Jahren wird vermehrt auch auf Umweltschutzmaßnahmen geachtet, in einigen Fällen stehen diese sogar im Vordergrund.

## Ablaufschema einer Regelflurbereinigung
1. Vorbereitende Arbeiten
- Abstimmung mit Trägern öffentlicher Belange (z. B. Straßenbau-, Landwirtschaftsbehörden, Vermessungs- und Katasteramt, Stadt/Kreisverwaltung),
- Bestandsaufnahme und Wege- und Gewässerplanung,
- Bestimmung der Verfahrengrenze,
- Kostenschätzung

2. Aufklärungstermin
- Aufklärung der Grundstückseigentümer über das geplante Flurbereinigungsverfahren und die entstehenden Kosten.

3. Anordnung der Flurbereinigung (Verwaltungsakt)
- Anordnung der Flurbereinigung durch Flurbereinigungsbeschluss, unter Nennung der betroffenen Flurstücke. Eigentümer dieser Flurstücke sind damit Teilnehmer des Verfahrens,
- Öffentliche Bekanntmachung

4. Teilnehmergemeinschaft
- Die Beteiligten wählen den Vorstand der Teilnehmergemeinschaft, der Vorstand wählt den Vorsitzenden,
- Der Vorsitzende führt die Beschlüsse aus und vertritt die Teilnehmergemeinschaft gerichtlich und außergerichtlich.

5. Plan über die gemeinschaftlichen und öffentlichen Anlagen (Plan nach § 41) – Verwaltungsakt
- Ausarbeitung und Aufstellung des Wege- und Gewässerplans,
- Abstimmung mit den Trägern öffentlicher Belange,
- Anhörungstermin,
- Planfeststellungsbeschluss/Plangenehmigung durch die obere Flurbereinigungsbehörde

6. Wertermittlungsverfahren (Verwaltungsakt)
- Bodenschätzung,
- Wertermittlung,
- Öffentliche Bekanntgabe

7. Vermessung
- Prüfung des Vermessungsbedarfs, Vergabe an das Vermessungs- und Katasteramt oder den Öffentlich bestellten Vermessungsingenieur,
- Feststellung und Vermessung der Verfahrensgrenze,
- Entwurf der neuen Flureinteilung in Abstimmung mit dem Vermessungs- und Katasteramt,
- Absteckung, Abmarkung und Vermessung der öffentlichen oder gemeinschaftlichen Anlagen,
- Anfertigen der Zuteilungskarte

8. Ausführung des Plans nach § 41 FlurbG
- Durchführung der Ausbaumaßnahmen (Wegebau, Ausgleichsmaßnahmen etc.)

9. Planwunschverhandlungen
- Alle Teilnehmer des Verfahrens werden nach ihren Abfindungswünschen befragt

10. Berechnung der Landabfindung
- Ermittlung des Abfindungsanspruchs aus der Wertermittlung,
- Zuteilungsberechnung,
- Erstellung der Zuteilungskarte

11. Flurbereinigungsplan (Verwaltungsakt)
- Alle Regelungen, die während des Verfahrens getroffen worden sind, werden in einem Flurbereinigungsplan zusammengefasst. Er besteht aus einem textlichen Teil, Nachweisen und Karten,
- Prüfung und Genehmigung des Flurbereinigungsplans durch die obere Flurbereinigungsbehörde,
- Bekanntgabe des Flurbereinigungsplans

12. Vorläufige Besitzeinweisung (Verwaltungsakt)
- Die Grundstückseigentümer werden zu einem bestimmten Stichtag in ihre neuen Flächen eingewiesen

13. Ausführungsanordnung (Verwaltungsakt)
- Mit der Ausführungsanordnung wird der neue Rechtszustand bekannt gegeben. Ab diesem Zeitpunkt ist der Flurbereinigungsplan amtliches Verzeichnis der Grundstücke im Sinne der Grundbuchordnung und nicht mehr das Liegenschaftskataster,
- Flurbereinigungsbehörde ist zuständig für evtl. Auskünfte, Auszüge und Fortführungen

14. Berichtigung des Liegenschaftskatasters
- Erstellung der Unterlagen für die Berichtigung des Liegenschaftskatasters,
- Ersuchen der Berichtigung, Abgabe der Unterlagen an das Katasteramt

15. Grundbuchberichtigung
- Ersuchen um Grundbuchberichtigung,
- Prüfung der Eintragungen

16. Schlussfeststellung (Verwaltungsakt)
- Feststellung, dass die Aufgaben der Teilnehmergemeinschaft abgeschlossen sind,
- Feststellung, dass alle Verpflichtungen zwischen Beteiligten, Teilnehmern und der Flurbereinigungsbehörde unanfechtbar erledigt sind.

## Grundsatzentscheidungen des Bundesverfassungsgerichts zur Flurneuordnung
- Anspruch auf wertgleiche Abfindung
- kein Anspruch auf Abfindung in bestimmter Lage
- kein Anspruch auf Vorteile
- keine gleiche Verteilung etwaiger Vorteile

## Kritik an der Flurbereinigung
Nach Ansicht von Kritikern haben Flurbereinigungen auch nachteilige Auswirkungen: Verluste an Biodiversität durch Rodung von Hecken, Vernichtung von Ackerrandstreifen oder Kanalisieren von Bächen (Auwald) sowie die anschließende konventionelle Landnutzung.
Zum Beispiel verschwanden in Schleswig-Holstein durch Flurbereinigungen zwischen 1950 und 1980 mindestens 28.000 Kilometer Wallhecken (Knicks), und damit auch zahlreiche Vogel- und Insektenarten, die ihren Lebensraum verloren hatten.

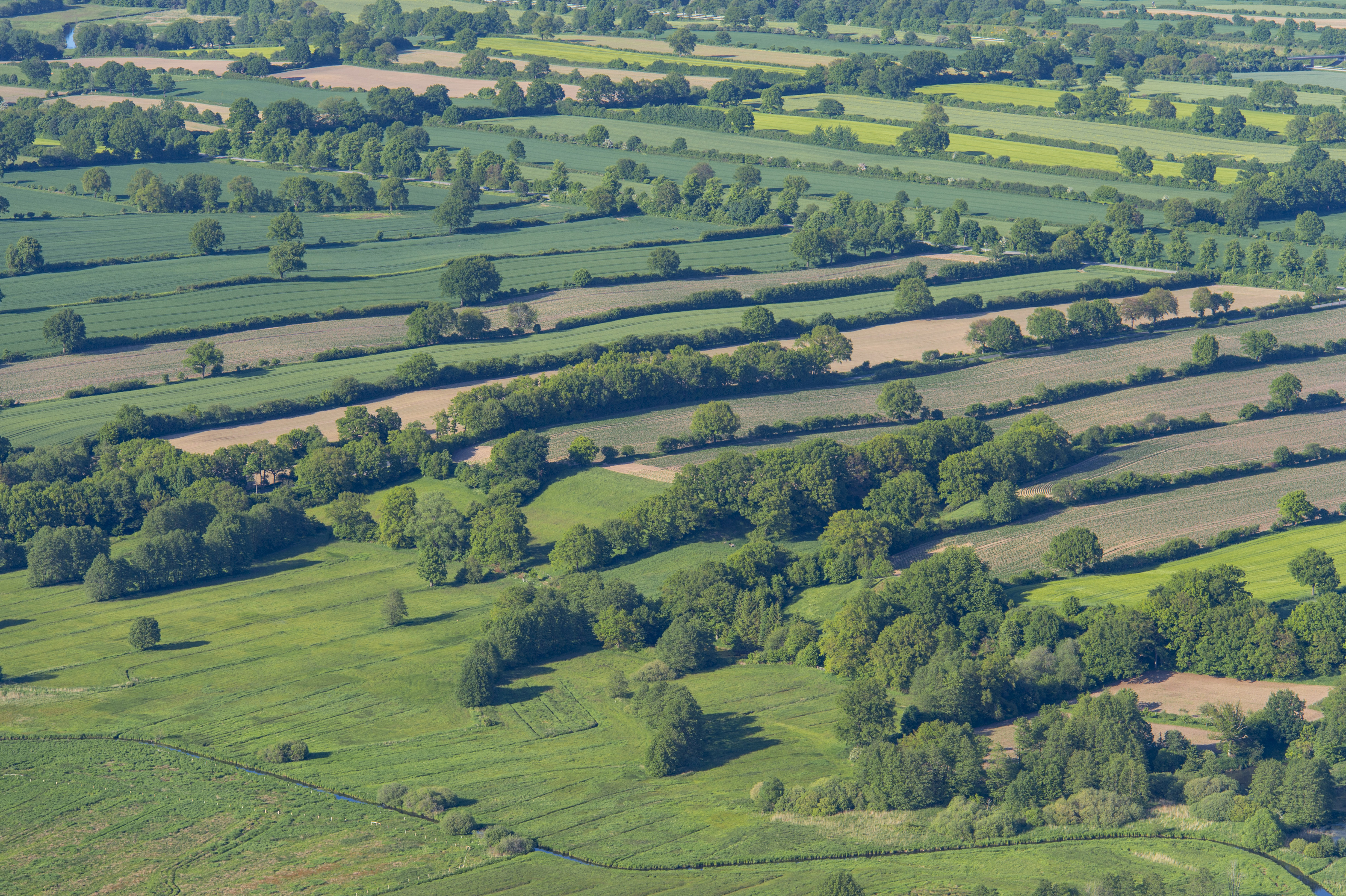
Felder mit Wallhecken

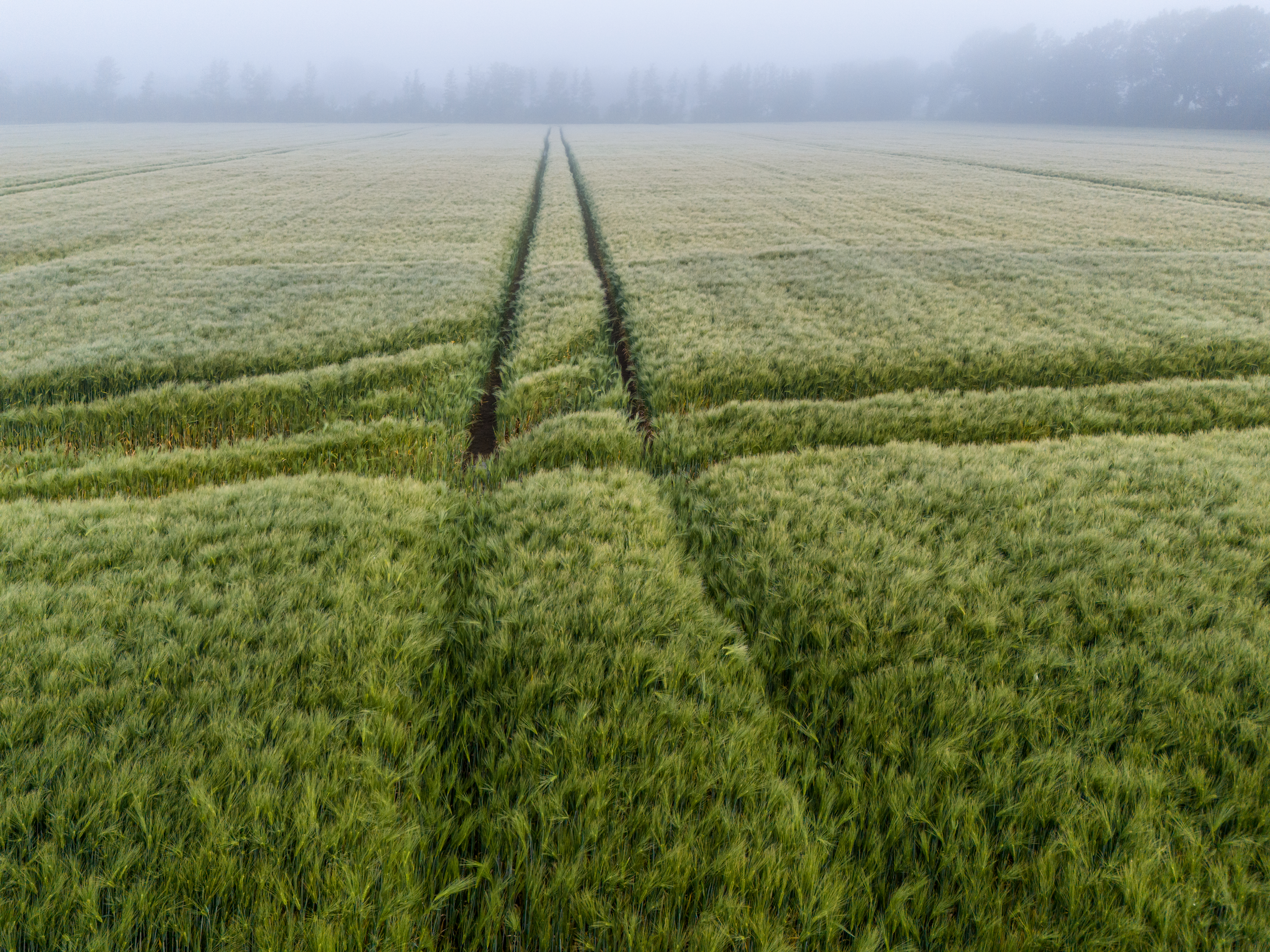
Felder ohne Wallhecken

Auch bei Flurbereinigungen von Weinanbauflächen können negative Auswirkungen auf die Natur groß sein. Während klassische Weinberge an Randstreifen und in Trockenmauern noch Lebensräume für die natürliche Flora und Fauna bieten, bleibt dafür nach einer Flurbereinigung oft nichts mehr übrig.

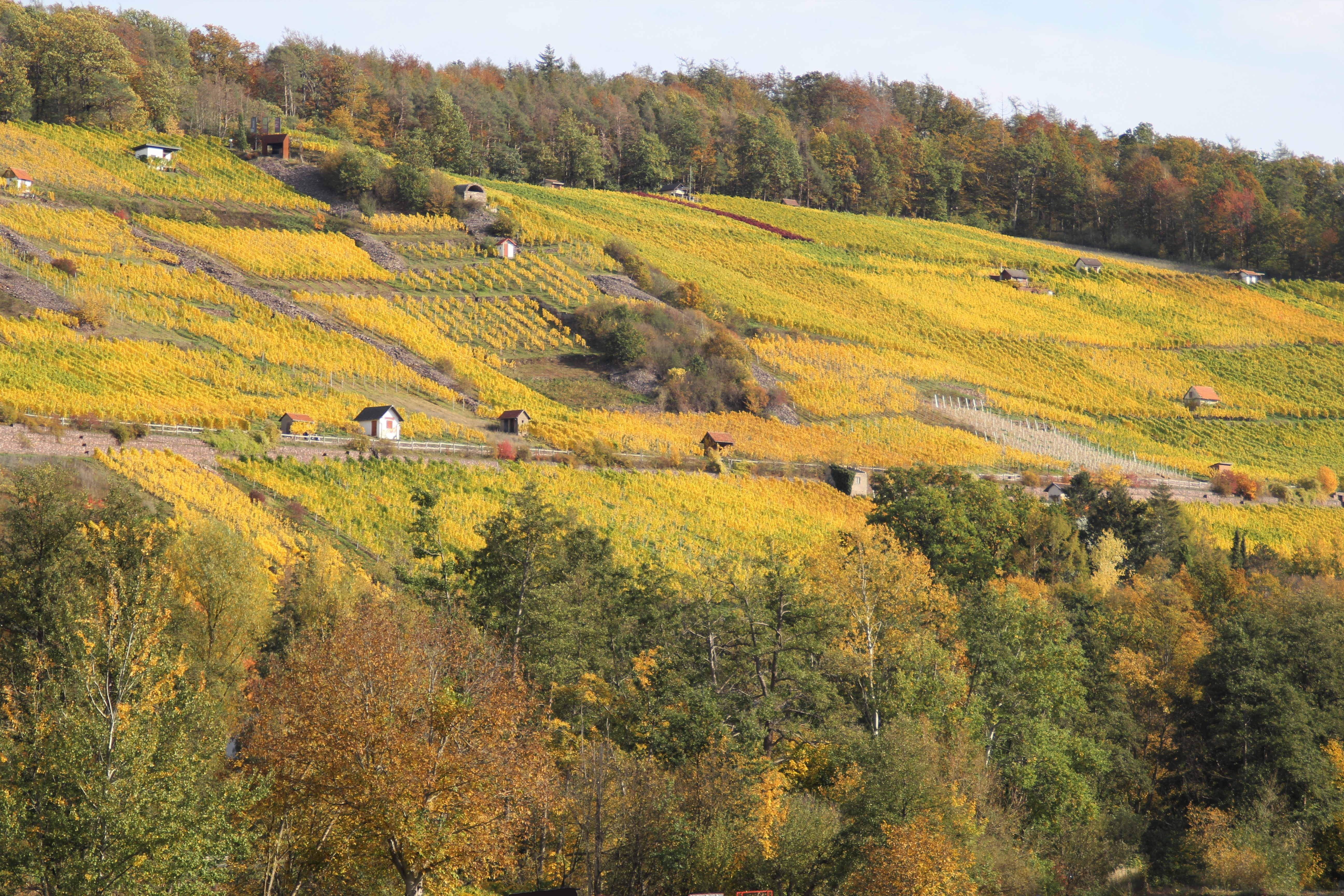
Historischer Weinberg mit Raum für Natur

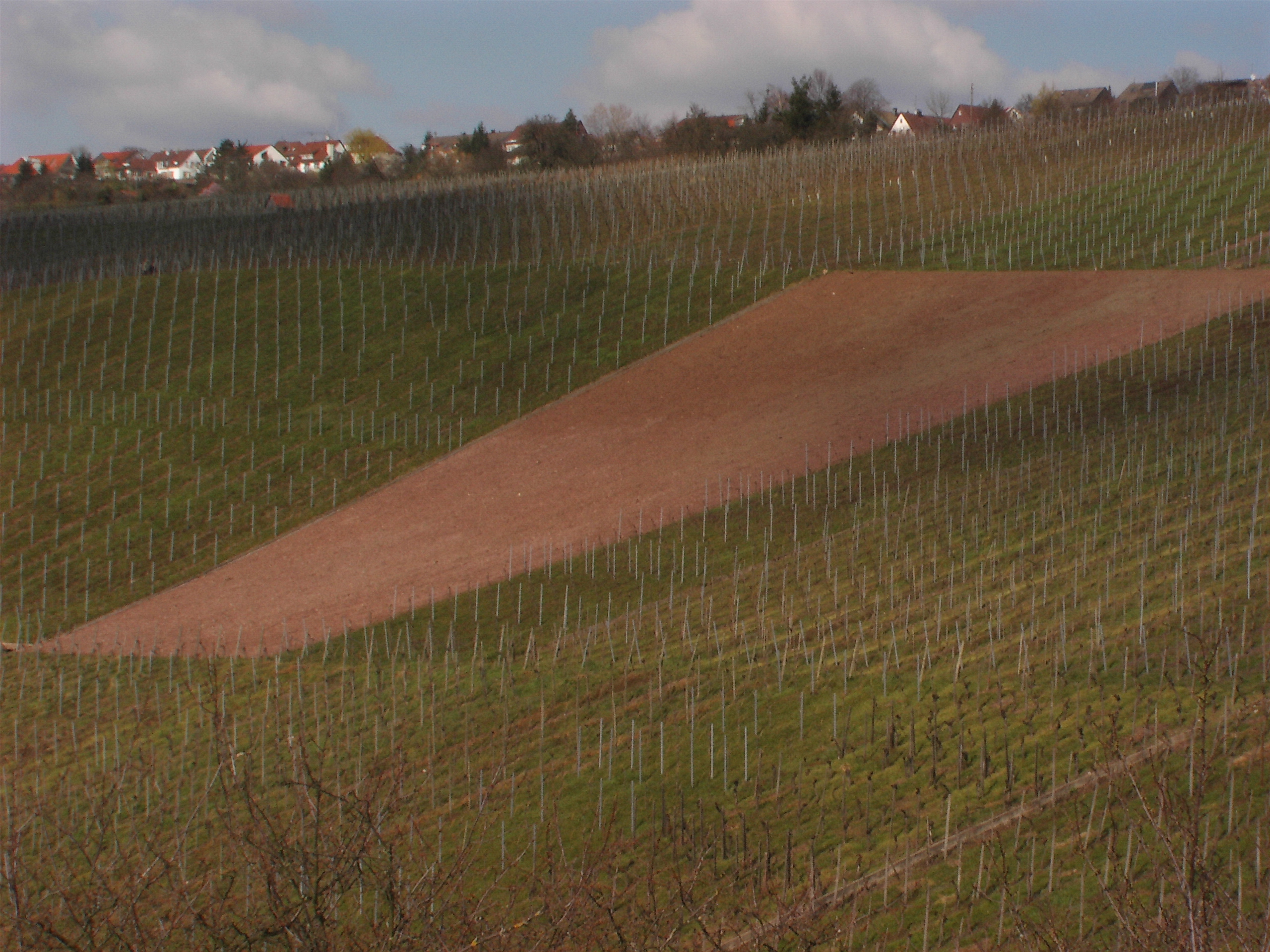
Weinberg nach einer Flurbereinigung

Mit den Römischen Verträgen 1957, die zur Gründung der Europäischen Wirtschaftsgemeinschaft, der Vorläuferin der Europäischen Union, führten, beschlossen die sechs Mitgliedstaaten auch einen gemeinsamen Agrarmarkt. Dieser beinhaltete freien Marktzugang, Produktstandardisierungen und „Modernisierung der Agrarstrukturen“. Danach wurden in erheblichem Umfang in Frankreich und Deutschland Landschaftsbestandteile ausgeräumt, um großflächige, industrielle Landnutzung zu ermöglichen, was erhebliche Habitat-Zerstörungen bis heute zur Folge hat. Beispiel dafür ist etwa der Lebensraum des Feldhamsters, welcher heute zu den gefährdeten Arten gehört.
Der Dokumentarfilmer Dieter Wieland war ein deutlicher Kritiker der Flurbereinigung und ihrer Folgen für die Landschaft:

„Ein Kahlschlag geht durchs Land: Begradigung, Bereinigung, Erschließung, Beschleunigung, Kanalisierung, Neuordnung, Verordnung, Verödung. Das Land wird hergerichtet, abgerichtet, hingerichtet. Am Ende bleibt nur das Korsett des öden Rasters, der Triumph des rechten Winkels: Serienlandschaft. „Neuordnung im ländlichen Raum“, war das die Ordnung, die wir wollten? Eine ausgeräumte, nackte Maschinensteppe, am Reißbrett konstruiert, mit schnurgeraden asphaltierten Wegen, eine Landschaft ohne Spuren, ohne Geschichte, ohne Namen, ohne Tiere, ohne Baum und ohne jeden Strauch – international. Östliche Kolchosen sehen nicht viel anders aus.“

In neuerer Zeit wird versucht, im Rahmen von Flurbereinigungsmaßnahmen gleichzeitig Umwelt- und Naturschutzmaßnahmen in betroffenen Gebieten zu verwirklichen (Eingriffsregelung, Schweiz: Ökoqualitätsverordnung). Dies kann die Schaffung von Ausgleichsflächen, Feuchtbiotopen oder ähnliches sein. Für Flurbereinigungen relevante Gesetze und Verordnungen erhalten zunehmend mehr Vorgaben für den Naturschutz. Eine Zusammenstellung der Verfahren des Flurbereinigungsrechts die Belange des Umwelt- und Naturschutzes berücksichtigen ist in folgendem Artikel zu finden.